# MTV
Pour les articles homonymes, voir MTV (homonymie).
MTV (Music Television) est une chaîne de télévision américaine autrefois spécialisée dans la diffusion de vidéo-clips musicaux, elle se concentre sur la tranche adulte/adolescents et est détenue par le groupe média MTV Entertainment Group, lui-même détenu en totalité par la société Paramount Media Networks, une division de Paramount Global.

## Histoire
Créée le 1er août 1981 (premier clip diffusé : Video Killed the Radio Star des Buggles), elle est diffusée actuellement[Quand ?] sous la forme de programmes adaptés aux nombreux pays et régions du monde où elle est reçue (171 pays). MTV est à l'origine de l'industrie des vidéo-clips, et invente le concept même de la chaîne musicale.
Dans un premier temps, MTV ne diffuse que peu de musique d'artistes noirs (seuls Tina Turner, Donna Summer et Eddy Grant sont diffusés). Tous les autres artistes diffusés sont blancs. Sous la pression de Walter Yetnikoff, président de CBS Records, qui menace de retirer le catalogue CBS de MTV, la direction de la chaîne ouvre alors son antenne, notamment en diffusant un artiste noir qui va révolutionner à jamais le concept du clip : Michael Jackson, dont le succès retentissant avec les clips issus de l'album Thriller ouvre définitivement l'espace pour les autres artistes noirs,.
MTV fut un acteur majeur de ce qu'on a appelé la « Seconde invasion britannique (en) » dans les années 1980 (après celle des années 1960 qui avait vu l'irruption dans les classements américains des Beatles et des Rolling Stones), par sa diffusion en haute rotation des clips d'artistes de cette époque tels que Duran Duran (le groupe anglais le plus diffusé dans les années 1980, dont le succès américain est étroitement lié à la création de MTV), Billy Idol et Eurythmics.
Madonna est également étroitement liée à l'histoire de MTV, ses vidéos passant souvent sur la chaîne, et sa célèbre performance de Like a Virgin habillée en mariée ayant été effectuée durant les premiers MTV Video Music Awards diffusés le 14 septembre 1984. Presque chacune de ses apparitions lors de la cérémonie durant les années 1980 et 1990 feront sensation, notamment sa performance de Vogue en tenue de Marie-Antoinette en 1990. 
La chaîne est devenue une réelle institution, tant par sa créativité que son avant-gardisme. C'est pour cela que le public de MTV reste jeune (moyenne d'âge de vingt ans). On parle même de « génération MTV » (« MTV Generation ») et de la « culture MTV », pour les enfants ayant grandi dans les années 1980 aux États-Unis. Chaque année, fin août, les MTV Video Music Awards (VMA) sont un véritable événement et un grand show, réunissant toutes les stars du moment. Idem pour les MTV Movie Awards, MTV Music Awards et les MTV Europe Music Awards.

## Canada
Le Conseil de la radiodiffusion et des télécommunications canadiennes (CRTC) a d'abord accordé une licence de radiodiffusion à MuchMusic en avril 1984 avant d'établir une liste de services non canadiens optionnels offerts par satellite en avril 1985, et avait comme politique de ne pas accepter un service étranger qui entrait en compétition avec un service canadien équivalent.
Le vidéoclip était un phénomène des années 1980. Au Québec, l'émission Radio-Vidéo sur TVJQ a été créée en janvier 1982, l'émission Friday Night Videos (en) était accessible depuis 1983 sur le réseau anglophone NBC, et des clips étaient diffusés dans l'émission Pop Express sur le réseau TVA. MusiquePlus est finalement lancée le 2 septembre 1986.
Avant l'ère Internet, MuchMusic et MusiquePlus rediffusaient quelques entrevues réalisées par MTV, des grandes premières de vidéoclips, et relayaient l'actualité du monde musical communiqué par MTV. La cérémonie des MTV Video Music Awards était aussi diffusée en direct, puis rediffusée à MusiquePlus avec sous-titres français.
Pendant que MTV délaisse progressivement les clips pour des émissions de téléréalité à la fin des années 1990, MuchMusic et MusiquePlus conservent leur vocation musicale. L'émission Beavis et Butt-Head est diffusée en version sous-titrée à partir de septembre 1997 à MusiquePlus, puis The Osbournes à l'automne 2002.
En octobre 2001, Craig Media lance MTV Canada sous licence, soutirant ainsi à MuchMusic une source de programmation. Son propriétaire, CHUM Limited, fait l'acquisition de Craig Media en 2004, et la marque MTV Canada pris fin en juin 2005. De son côté, CTVGlobeMedia prépare le relancement de MTV (Canada) qui aura lieu le 21 mars 2006. CTVGlobeMedia fera l'acquisition de CHUM en 2007, réunissant ainsi MTV et MuchMusic sous la même propriété.

### Identité visuelle (logo)

Logo de 1994 à 2010.
Logo de 2010 à septembre 2021.
Logo alternatif depuis septembre 2021.

### Slogans
Liste non exhaustive :
- I Want My MTV
- MTV Lives in Your Music
- Some People Just Don't Get It
- Watch and Learn
- M-m-m-m T-t-t-t V-v-v-v
- MTV News: You Hear it First
- I Love My MTV
- The Number One Music Channel (slogan utilisé pour MTV UK de 2000 à 2002)
- I Like… (MTV Asia)
- Think MTV
- Not on TV, on M-TV
- Just See MTV
- You're My MTV

## Le groupe MTV Networks
MTV s'est rapidement diversifié. La chaîne s'est tout d'abord décuplée, en créant VH1 (Video Hits One), chaîne qui diffuse les vidéo-clips à succès, MTV Base et MTV2.
MTV s'est surtout diversifié au niveau de ses programmes. Elle a été notamment la première chaîne à diffuser une émission de téléréalité, avec The Real World dans le début des années 1990. Elle a enchaîné avec des émissions telles que Punk'd : Stars piégées, Dismissed, Pimp My Ride, ou encore Laguna Beach: The Real Orange County. Grâce à sa renommée, MTV propose un accès proche de la vie des célébrités. L'émission MTV Cribs propose une visite des maisons des stars. Making the Video (en) montre les coulisses des tournages des vidéo-clips.
Fidèle à son concept de chaînes musicales, de nombreuses émissions de téléréalité tournent autour des célébrités musicales. La plus connue est The Osbournes qui suit le quotidien de la star du rock Ozzy Osbourne et sa famille. En 2003, la chaîne lance Newlyweds: Nick and Jessica (en), qui suit la vie de couple de la chanteuse Jessica Simpson et de son mari Nick Lachey. Newlyweds (signifiant en français « jeunes mariés ») s'arrête en 2006 après le divorce du couple.
Le groupe est producteur de séries à succès tel que Daria en 1997 ou Beavis et Butt-Head, et de téléfilms (comme Carmen: A Hip Hopera une nouvelle version de Carmen de Prosper Mérimée, avec Beyonce Knowles dans le rôle de Carmen). La chaîne est également à l'origine de l'émission culte Jackass.
Enfin, MTV a lancé de nombreux artistes, via le tremplin de la chaîne musicale. De nombreuses compilations portent le nom MTV, comme MTV Unplugged (bande son de l'émission du même nom).

## Programmation
MTV est spécialisée dans les séries télévisées pour adulte et adolescents en plus des clips musicaux. Depuis 2017 et la fin de Teen Wolf il n'y a plus aucune série originale créée par MTV en cours de diffusion, la chaîne se concentrant désormais sur la diffusion d'émissions de télé-réalité. 

### En cours de diffusion

#### Téléréalité
- The Challenge (en) (1998–en cours)
- Ma maison de Star (MTV Cribs) (2000–en cours)
- Geordie Shore (2011–en cours)
- Ridiculous (Ridiculousness) (2011–en cours)
- Catfish : fausse identité (Catfish: The TV Show) (2012–en cours)
- Are You the One? (2014–en cours)
- Acapulco Shore (sur MTV Latin America, 2014–en cours)
- Siesta Key (depuis juillet 2017)

### Ancienne programmation

#### Séries télévisées
- Awkward (dramédie, 2011–2016)
- Catwalk (1992–1994)
- Dead at 21 (en) (1994)
- Death Valley (2011)
- Eye Candy (drame, thriller 2015)
- Faking It (comédie, 2014–2016)
- Finding Carter (drame, 2014–2015)
- $5 Cover (2009)
- Happyland (comédie, 2014)
- Hard Times (The Hard Times of RJ Berger) (2010–2011)
- I Just Want My Pants Back (2011–2012)
- The Inbetweeners (2012)
- Kaya (en) (2007)
- Live Through This (en) (2000)
- Loosely Exactly Nicole (en) (comédie, 2016)
- Mary + Jane (en) (comédie, 2016)
- Scream (horreur, 2015–2016, puis sur VH1)
- Les Chroniques de Shannara (The Shannara Chronicles) (fantasy, 2016 puis sur Spike)
- Skins (2011)
- Spyder Games (en) (2001)
- Sweet/Vicious (2016–2017)
- Teen Wolf (2011–2017)
- Underemployed (2012)
- Undressed (1999–2002)
- Valemont (2009–2010)
- Zach Stone Is Gonna Be Famous (en) (2013)

#### Séries d'animation
- 3-South (2002–2003)
- Æon Flux (1991–1995)
- Beavis et Butt-Head (1993–1997; 2011)
- Celebrity Deathmatch (1997–2002)
- Clone High (2002–2003)
- Daria (1997–2002)
- Greatest Party Story Ever (en) (animation, 2016)[7]
- Spider-Man : Les Nouvelles Aventures (Spider-Man: The New Animated Series) (2003)
- Station Zero (1999)
- South Park (2009-2022)

#### Téléréalité
- The Real World (1992–2017)
- True Life (en) (1998–2017)
- Jackass (2000–2002)
- Dismissed (2002–2003)
- Punk'd (2003–2007, 2012, sur BET en 2015)
- Made (en) (2003–2014)
- Newlyweds: Nick and Jessica (en) (2003–2005)
- Pimp My Ride (2004–2007)
- Parental Control (en) (2005–2010)
- Une famille de Rev' (Run's House) (2005–2009)
- America's Best Dance Crew (2008–2012)
- Nitro Circus (2009)
- Rob Dyrdek's Fantasy Factory (en) (2009–2015)
- 16 ans et enceinte (2009–2014)
- Jersey Shore (2009–2012)
- 17 ans et Maman (2009–2012)
- When I Was 17 (en) (2010–2011)
- Teen Mom 2 (en) (2011–2022)
- The Pauly D Project (en) (2012)
- Savage U (en) (2012)
- Snooki & Jwoww (en) (2012–2015)
- Girl Code (en) (2013–2015)
- Broke Ass Game Show (en) (2015–2016)
- Follow the Rules (en) (2015)
- MTV Floribama Shore (en) (2017–2021)
- The Hills: New Beginnings  (2019–2021)

### MTV par pays
- MTV (France)
- MTV (Canada)
- MTV (Amérique latine)
- MTV (Moyen-Orient)
- MTV (Brésil)
- MTV (Espagne)
- MTV (Europe)
- MTV (Grèce)
- MTV (Suisse)
- MTV (Asie du Sud-Est)
- MTV (Turquie)
- MTV (Royaume-Uni)
- MTV (Portugal)
- MTV BEATS (India)